# Filippo Dobrilla

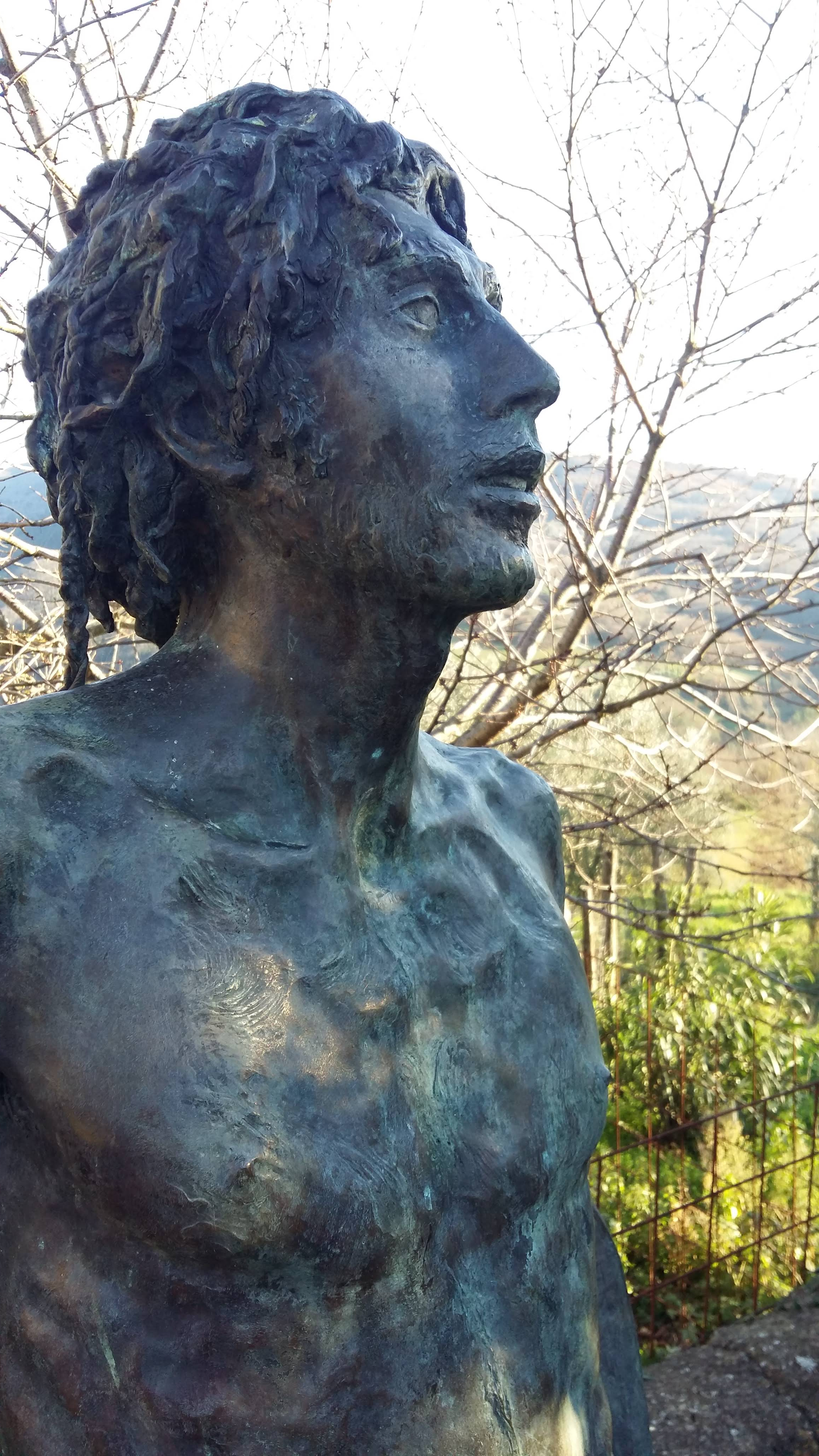
Filippo Dobrilla, Autoritratto in bronzo

Filippo Dobrilla (Firenze, 22 maggio 1968 – Meldola, 21 luglio 2019) è stato uno scultore, fotografo e speleologo italiano.

## Biografia
Grazie al padre, appassionato d'arte, e alla madre, guida turistica, inizia a conoscere il mondo artistico. La sua prima passione è però per la speleologia, attività nella quale si cimenta fin da ragazzo, ispirato dal nonno. Durante le discese nel Monte Corchia con il suo gruppo, il G.S. Fiorentino, colleziona alcuni record e incontra per la prima volta la pietra. Anni dopo dirà: "La scultura non è diversa. Lì la natura crea lentamente, nella scultura si sottrae. È lo stesso gioco di pieni e vuoti".
Dal 1990 al 1991 effettua una formazione biennale in restauro di legni antichi presso l'Istituto per l'Arte e il Restauro di Palazzo Spinelli, e segue poi alcuni corsi con Vasco Baldi, capomastro dell'Opera del Duomo di Firenze, perfezionando la tecnica dello scalpellino. Inizia a scolpire cercando di riportare nel marmo e nella pietra i dipinti del Cinquecento toscano. Sono di questo primo periodo le riproposizioni delle figure di San Brindano, San Giorgio, San Rocco e San Sebastiano, secondo una sensibilità moderna, con pose reinventate (San Brindano, ad esempio, ha la gamba alzata; San Giorgio, invece, porta sandali del XX secolo). Dal 1992 si dedica all'altorilievo ed espone le prime due opere alla Ken's Gallery di Firenze: Ecce Ego Deo e Folco, ritratto di suo nipote.
Particolarmente interessato alla produzione statuaria seicentesca, dalla fine degli anni 1990 realizza nuove opere come il Torso in jeans o l'Asceta nel deserto, facendo spesso ricorso all'autoritratto. Sempre con le proprie sembianze realizza nel 1999 Adamo, visto come un giovane rasta nudo.
Dalla fine degli anni 1990, si trasferisce in un vecchio podere tra il paese di Acone e Monte Giovi, nel comune di Pontassieve, con la sorella e il cognato. Qui, immerso nel silenzio di un luogo lontano dalla città, alleva capre e produce formaggio. Dalle relazioni prima con Valentina e poi con Martina ha i suoi due figli, Rodrigo e Melìa.
Nel 1999, in occasione di una esposizione collettiva alla Fondazione Longhi di Firenze, è scoperto da Vittorio Sgarbi che lo lancia nel mondo dell'arte: "Dobrilla sente urgere il corpo dentro la pietra, lo vuole estrarre. Salgono sulla sua montagna, dove vive libero nella natura, grandi blocchi di marmo di Carrara che non hanno committente e non hanno destinazione. Ma egli sa che contengono forme insoddisfatte che richiedono la sua mano per essere riconosciute".
Dal 1998 si dedica alla lavorazione di un blocco di marmo alto tre metri e pesante quasi trenta tonnellate, sul quale nel corso degli anni scolpisce due figure maschili, Davide e Gionatan, che veicolano un messaggio riferito sia al tema biblico, sia a quello dell'omosessualità. L'opera viene inizialmente presentata nel 2011 alla Biennale di Venezia e, ulteriormente rifinita, all'Expo 2015 di Milano.
Intorno al 2005 realizza il San Giovanni per il battistero della Cattedrale di Noto, contribuendo così, insieme ad altri artisti, alla ricostruzione degli arredi della chiesa crollata il 13 marzo 1996.
Nell'ultimo periodo della propria vita, si dedica principalmente alla fotografia, scolpendo cioè a rilievo immagini fotografiche di importanti artisti internazionali.
È morto nel luglio del 2019 per le conseguenze di un cancro alla gola.
Nel settembre del 2021 è stato presentato alla biennale di Venezia il film Caveman, di Tommaso Landucci, dedicato alla vita di Dobrilla.
Per le sue sculture, Dobrilla ha utilizzato soprattutto il marmo, ma anche la creta e il bronzo. Gli strumenti da lui preferiti sono stati lo scalpello, anche ad aria compressa, e la gradina.

## Selezione di opere

### Sculture
- Adamo, 1998
- Narciso, 1998
- Torso in jeans, 1998
- Giove, 1999
- Stele per un'occasione solenne, 1999
- Apollo senza Giacinto, 2000
- Trittolemo, Il Dio dei Cereali, 2001
- Dino cri cri Rinaldo Reo, 2005
- Beslan, 2006

### Dipinti
- Nudo di Haak, 1986 (olio su tavola)
- Ilam, 2000 (olio su tavola)

### Saggi
- Filippo Dobrilla, Scritti del Colatoio, in Talp, n. 3, giugno 1991,  p. 25.

## Esposizioni

### Personali
- Firenze, Ken's Gallery, 1992
- Firenze, Piazza della Passera, 5 settembre 2005 - 9 settembre 2005
- Milano, Palazzo della Ragione, 14 febbraio 2008 - 24 marzo 2008[13]
- Pontassieve, Palazzo Sansoni, Sala delle Eroine, 30 dicembre 2010 - 27 marzo 2011[14]

### Collettive
- L'unità nella varietà, San Casciano in Val di Pesa, Castello Rangoni Machiavelli, 1997
- L'hoggidì overo gl'ingegni moderni non inferiore à' passati, Firenze, Fondazione Roberto Longhi, 1999
- Contemporaneamente, Vicchio, Kore arte contemporanea, 2003
- Arte e Omosessualità. Da von Gloeden a Pierre et Gilles, Firenze, Palazzina Reale, 26 ottobre 2007 - 2 gennaio 2008
- L'antico incontra il moderno, Bologna, Galleria d'arte Fondantico, 22 gennaio 2009 - 26 gennaio 2009
- Festival dei 2Mondi, Spoleto, Chiesa Santi Giovanni e Paolo, 26 giugno 2009 - 12 luglio 2009[15]